# 民治大道
民治大道（公路编号：深圳市乡道Y155，公路路线名：油民线）是中华人民共和国广东省深圳市龙华区的一条城市主干路和乡道，全长4.4千米，北起民治大道工业路路口，南至龙华大道普滨加油站路口，是民治片区重要的南北向道路之一，承担重要的交通连接与公共交通走廊功能。

## 历史
民治大道于1990年3月开工建设，前身为龙华镇民治村的通村公路，连接村庄与当时的布龙公路（今工业路）。后随着城市发展建设，逐渐形成南接梅林检查站，北接民清路往富士康龙华工业园的结构。

## 沿途主要要素
（均为由北至南排序）

### 居民点与居民小区
- 松和新村
- 万众生活村
- 牛栏前村
- 沙吓村
- 水尾村
- 塘水围村
- 梅花山庄
- 朝阳新村
- 沙元埔村
- 潜龙花园
- 横岭村
- 潜龙华城
- 民乐山庄
- 深国际万科和颂轩

### 公共服务设施
- 民治小学
- 深圳市文化馆（在建）
- 深圳市第二儿童医院（在建）

### 商业设施
- 万众城
- 嘉熙业广场
- 龙华天虹商场

### 交汇道路
- 民清路
- 工业路
- 油松路
- 布龙路
- 民安路
- 临龙路
- 民治民福北路
- 民旺路
- Y157 民德路
- 平安路
- 民康路
- 民丰路
- 民乐路
- 龙华大道
- 珠三角环线高速

### 公共交通

#### 公共汽车
民治大道是龙华区主要公共汽车线路通道，线路数量是龙华区南北向道路（民治街道段）中最多的。

#### 铁路
- 深圳地铁  5号线 在民治大道与平安路交叉路口以北处设民治站。
- 深大城际铁路在民治大道与布龙路交叉路口处设民治北站（在建）。
- 深圳地铁  22号线 在民治大道地下设有横岭站、民治站、民治北站和油松站（规划）。

## 相关图像
- 2009年，民治大道布龙路口
- 2010年，近民治天虹段
- 2016年，近平南铁路民治大道桥段